# 鬼石町
鬼石町（おにしまち）は、群馬県多野郡にあった町。人口は約7,000人。三波石渓谷や冬桜が有名であり、町内には神流湖がある。「鬼石」の語源はアイヌ語の「オニウシ」（樹木の生い茂ったところ）に由来する説もあるが、正確なところは不明である。
2006年1月1日に藤岡市へ編入されたため消滅した。

## 地理

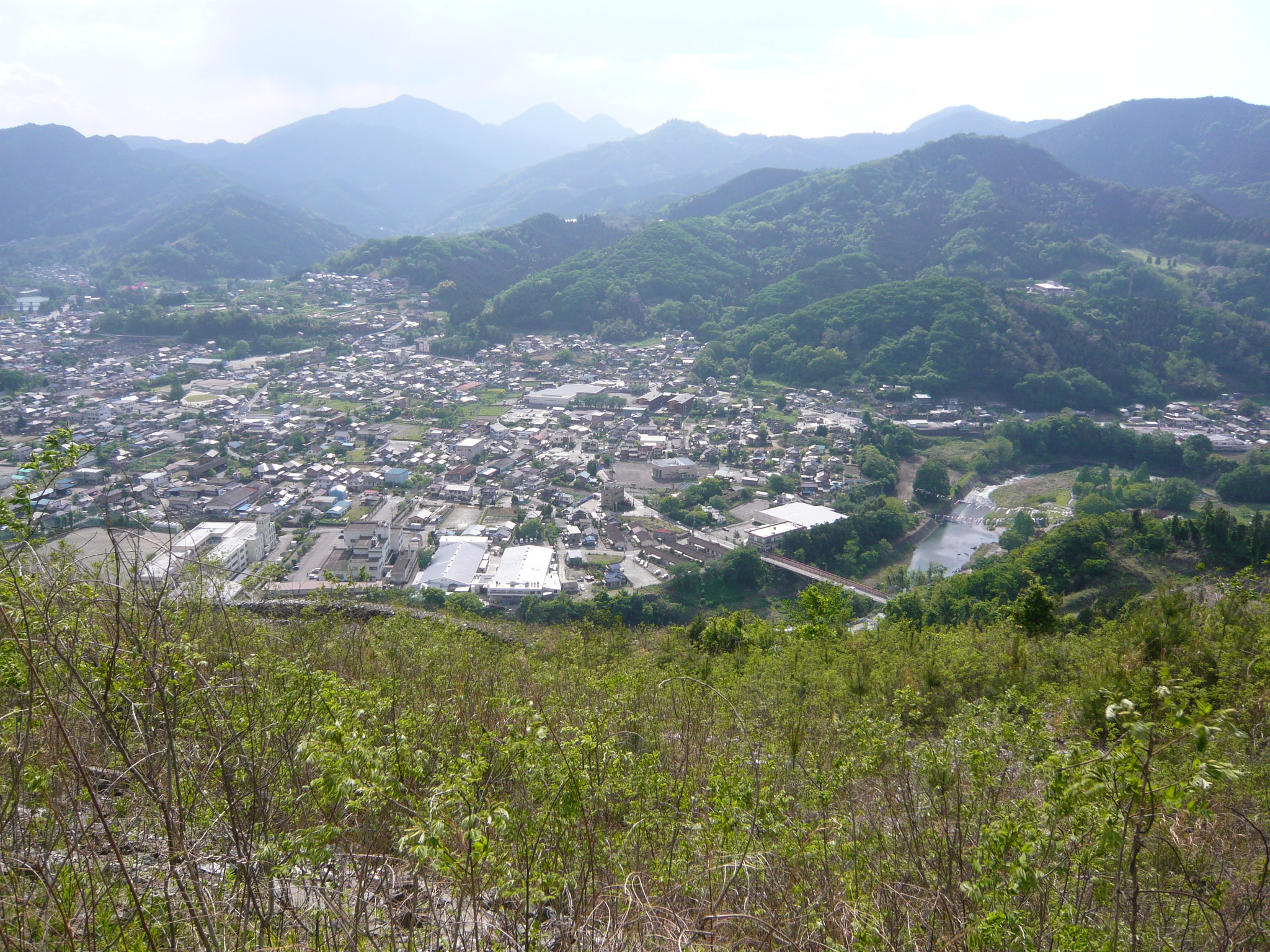
神流川対岸、埼玉県側より鬼石町中心市街地を見下ろす

- 河川： 神流川、三波川
- 湖沼： 神流湖

### 隣接していた自治体
- 群馬県
  - 藤岡市
  - 多野郡：吉井町、神流町
- 埼玉県
  - 秩父市
  - 児玉郡：神川町、神泉村

## 歴史

### 沿革
- 1889年（明治22年）4月1日 - 町村制施行に伴い、緑野郡に鬼石町・三波川村、南甘楽郡に美原村が誕生。
- 1896年（明治29年）4月1日 - 緑野郡・南甘楽郡・多胡郡が合併して多野郡となり、多野郡鬼石町・三波川村・美原村となる。
- 1954年（昭和29年）10月1日 - 三波川村・美原村と合併し、新たな鬼石町となる。[1]
- 1969年（昭和44年）10月1日 - 町章を制定する。[2]
- 1985年（昭和61年）2月1日 - 町民憲章・町木・町花を制定する。[3]
- 2006年（平成18年）1月1日 - 藤岡市に編入。

## 行政

### 町木・町花
共に1985年2月1日に制定される。
- 町木 - スギ
- 町花 - フユザクラ

## 教育

### 中学校
- 鬼石町立鬼石中学校

### 小学校
- 鬼石町立鬼石小学校
- 鬼石町立鬼石北小学校

## 交通

### 鉄道
町内に鉄道路線は存在しない。かつては緑野馬車鉄道が新町駅と当町を結んでいた。また、多野鉄道が新町駅と当町との間に鉄道敷設免許を取得していたが実現する事はなかった。

### 路線バス
- 新町駅 - 群馬藤岡駅 - 八塩温泉 - 鬼石郵便局 - 万場 - 中里 - 上野村 - しおじの湯（日本中央バス）
- 本庄駅南口 - 丹荘駅 - 鬼石郵便局 - 神川町神泉総合支所（朝日自動車）

### オンデマンドバス
- 藤岡市鬼石総合支所 - 鬼石郵便局 - 原 - 妹ヶ谷 （鬼石タクシー運行）

### 道路

#### 国道
- 国道462号

#### 県道
- 群馬県道13号前橋長瀞線
- 群馬県道22号上里鬼石線

## 名所・旧跡・観光スポット・祭事・催事
- 桜山公園（冬桜）
- 三波石峡
- 八塩温泉
- 桜山温泉
- 映画「バトル・ロワイアル」の学校のロケ地
- 1961〜70年の間に千葉県富津市立富津小学校と「海山交歓会」という行事があり、富津小学校と鬼石中央小学校（現・鬼石小学校）の 小学６年生が、夏休みに相手の町の同級宅に宿泊し、キャンプファイアなどを楽しんだ。 富津小学校玄関前には鬼石産の石が現在でも置いてある。

## 出身著名人
- 左右田金作（横浜で実業家となる。貴族院多額納税者議員）
- 新井亮司（元阪神タイガース）